# 泰尔默内斯红城
泰尔默内斯红城（法語：Villerouge-Termenès，法語發音：[vilʁuʒ tɛʁmənɛs] ⓘ）是法国奥德省的一个市镇，位于该省中南部，属于纳博讷区。

## 地理
泰尔默内斯红城（43°0'25"N, 2°37'41"E）面积19.41 平方千米，位于法国奧克西塔尼大區奥德省，该省份为法国南部沿海省份，北起塔恩省，西北接上加龙省，西接阿列日省，南至东比利牛斯省，东临地中海，东北与埃罗省接壤。
与泰尔默内斯红城接壤的市镇（或旧市镇、城区）包括：费利讷泰尔默内斯、帕莱拉克、圣皮埃尔德尚、塔莱朗、泰尔姆。

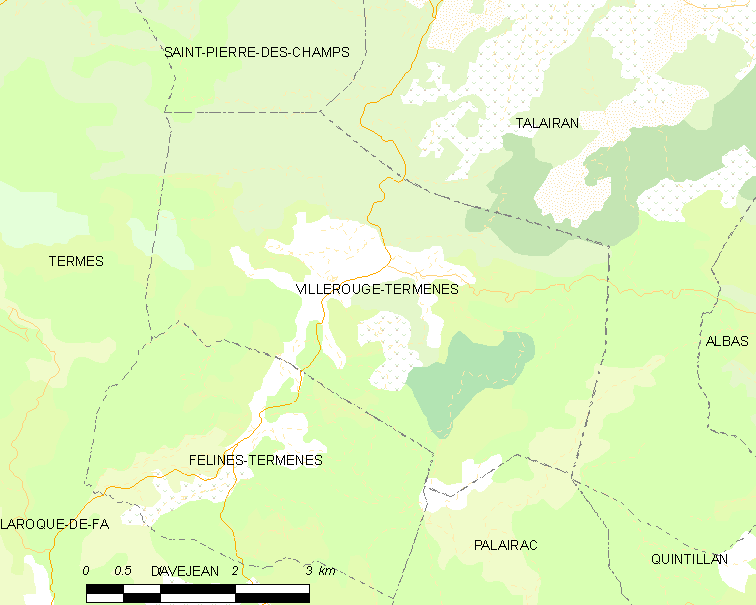
泰尔默内斯红城的OSM定位图

泰尔默内斯红城的时区为UTC+01:00、UTC+02:00（夏令时）。

## 行政
泰尔默内斯红城的邮政编码为11330，INSEE市镇编码为11435。

## 政治
泰尔默内斯红城所属的省级选区为莱科比耶尔县。

## 人口

1962-2008年间泰尔默内斯红城人口变化图示

泰尔默内斯红城于2022年1月1日时的人口数量为163人。